# Hirudin
Hirudin je enzim (polipeptid), kojega medicinska pijavica (Hirudo medicinalis) izlučuje iz svojih slinskih žlijezda kako bi spriječila grušanje krvi životinje kojoj siše krv.
Britanski fiziolog John Berry Haycraft otkrio ga je 1884., a njegova struktura razjašnjena je 1967. Danas se hirudin upotrebljava prvenstveno u zdravstvu, za sprečavanje tromboze.